# Schweinswende
Schweinswende ist eine Wüstung bei Bornstedt im Landkreis Mansfeld-Südharz in Sachsen-Anhalt.

## Geschichte
In einem zwischen 881 und 899 entstandenen Verzeichnis des Zehnten des Klosters Hersfeld (Hersfelder Zehntverzeichnis) wird Schweinswende als zehntpflichtiger Ort Sineswinidun im Friesenfeld erstmals urkundlich erwähnt.
Koordinaten: 51° 28′ 17″ N, 11° 28′ 55″ O